# Si us plau per força
Si us plau per forsa (Si us plau per força, en català normatiu) és un proverbi en dos actes, en vers i en català del que ara es parla, original de Serafí Pitarra, pseudònim de Frederic Soler, i música d'Anton Gordon, estrenat pel Teatre Català instal·lat en el teatre de l'Odèon de Barcelona, el 4 d'octubre de 1866.

## Repartiment de l'estrena
- Donya Mònica: Anna Alfonso.
- Maria: Carlota de Mena.
- Sr. Quim: Lleó Fontova.
- Mateu: Ferran Puiguriguer.
- Jepet: Francesc Puig.
- Tòfol: Miquel Llimona.
- Un criat, un negre, criats, negres, metges que enraonen, etc.